# Shiding

Situation du district dans Nouveau Taipei.

Shiding (chinois traditionnel : 石碇區 ; pinyin : Shídìng Qū), est un district de la ville de Nouveau Taipei, à Taïwan.

## Géographie
- Superficie : 144,35 km2
- Population : 7 721 habitants (mai 2005)